# Динамизм (философия)
Динамизм — общее название группы философских взглядов, касающихся природы материи. Какими бы разными они ни были в других отношениях, все эти взгляды сходятся в том, что материя состоит по существу из простых и неделимых единиц, субстанций или сил. Динамизм иногда используется для обозначения систем, которые допускают не только материю и протяженность, но также определения, тенденции и силы, присущие материи и существенные для нее. Более правильно, однако, это означает эксклюзивные системы, которые устраняют дуализм материи и силы, сводя первое ко второму.
Это слово было придумано Томасом Карлайлом, который противопоставлял динамизм механизму.
Динамизм — это метафизика Готфрида Лейбница (1646—1716), которая примиряет гиломорфную теорию субстанции с механистическим атомизмом посредством предустановленной гармонии и которая позже была развита Кристианом Вольфом (1679—1754) как метафизическая космология. Основной тезис Лейбница вытекает как следствие из его монады, что: «природа каждой субстанции несет в себе общее выражение всей вселенной. [Монада предоставляет] концепцию индивидуальной субстанции, которая содержит…все его явления таковы, что с субстанцией не может случиться ничего, что не было бы порождено из ее собственной основы…но в соответствии с тем, что происходит с другим»… Посредством чего Лейбниц «противостоит тенденции, присущей картезианскому и спинозистскому рационализму, к „изоляционистской“ интерпретации онтологической независимости субстанции… Описание Лейбницем субстанциональной силы направлено на то, чтобы заложить полную метафизическую основу для науки динамики».
Во вступительном абзаце книги «Образец динамики» (1692) Лейбниц начинает с разъяснения своего намерения заменить картезианскую трактовку телесной субстанции утверждением приоритета силы над протяженностью… Это позволяет ему утверждать, что аристотелевский принцип формы необходим для философского описания природы. Он делает это с учетом четырех основных аспектов своей доктрины силы: (1)Характеристика силы (vis naturae) как того, что является конститутивным для самой субстанции; (2) стремление четко отличить это понятие силы от схоластического понятия potentia; (3) коррелятивная интерпретация силы в терминах conatus или nisus, то есть как нечто среднее между простой потенцией и завершенным действием; и (4) подтверждение фундаментальной правильности собственной концепции Аристотеля о форме как энтелехии и соответствующей попытки Лейбница сделать эту концепцию полностью понятной.
Заменяя картезианскую концепцию телесной субстанции и отстаивая аристотелевский принцип формы, Лейбниц подготавливает почву для интерпретации материального бытия в терминах, отличных от терминов инертной материи и движения, передаваемого извне. Таким образом, Лейбниц сохраняет то, что он считает рациональным ядром аристотелевской концепции субстанции. По сути, теория силы Лейбница предполагает восстановление и реконструкцию соединения материи и формы как ключевой концепции метафизики телесной природы. Стремление Лейбница возродить аристотелевскую объяснительную схему с помощью концепции субстанциальной силы лежит в основе его описания структурных и материальных особенностей агрегации монад и телесного взаимодействия. Он считает, что следующие четыре онтологических выражения субстанциальной силы составляют природу целостной телесной субстанции и обеспечивают основу всего телесного взаимодействия: примитивная активная сила, примитивная пассивная сила, производная активная сила и производная пассивная сила.
Анализ первичной активной силы (vis activa primitiva) приводит к фундаментальному метафизическому принципу, согласно которому субстанция сохраняется во всех процессах феноменально проявляющегося телесного взаимодействия [и] лежит в основе идентичности любого конкретного тела через изменения, которым оно подвергается в результате своих взаимодействий с другими телами. Это также обеспечивает непрерывность и сохранение действия в рамках телесной природы в целом. Примитивная пассивная сила (vis passiva primitiva) является основой телесного расширения, благодаря которому тело предстает как материальная масса [и способность] сопротивляться изменениям в своем состоянии движения и препятствовать проникновению других тел… Производная активная сила (vis activa derivativa) возникает в результате модификации или ограничения примитивной силы… это принимает форму феноменально проявленного конфликта физических тел… подлежит распространению в силу этого конфликта. Поэтому он не сохраняется ни в одном отдельном теле в ходе его взаимодействия с другими материальными субстанциями. Поскольку это понимается как внутреннее действие, [когда] на него воздействует какое-то другое тело или тела, [обладающие] способностью сопротивляться … проникновению и изменениям в их состояниях движения. Производная пассивная сила (vis passiva derivativa) является чисто количественной модификацией примитивной пассивной силы [известной] в терминах мер сопротивления любой материальной массы проникновению и изменению ее состояния движения.
Лейбниц настаивает на том, что Первичная сила относится исключительно к совершенно общим причинам. Как строго метафизический принцип, это объект чисто рационального постижения. Таким образом, это не связано непосредственно с действительными законами телесного взаимодействия в феноменальной сфере. С другой стороны, производная сила действительно относится непосредственно к такому наблюдаемому взаимодействию. Его анализ приводит к систематической формулировке фундаментальных законов телесной динамики. Это законы действия, которые известны не только разумом, но и подтверждаются свидетельствами чувств.
— Джеффри Эдвардс, «Аристотелевский динамизм Лейбница и идея перехода от метафизики к телесной природе» в книге «Субстанция, сила и возможность знания: о философии материальной природы Канта».
20 — й век и современное использование
Править
Элементы динамизма можно найти в работах Анри Бергсона и в более современных работах, таких как философия процессов Альфреда Норта Уайтхеда в терминах отношений, а также системная теория Людвига фон Берталанфи и Уильяма Росса Эшби. Баскский философ Ксавье Зубири, в частности, в своих работах «О сущности» и «Динамическая структура реальности» подробно описывает несколько динамизмов, присущих Вселенной, начиная с вариации, затем переходя к изменению, самости, самообладанию, совместному проживанию, к динамизму как способу бытия-в-мире. Это ответ на философию Духа через Гегеля в дополнение к редукционистам и Хайдеггеру.
Эта концепция также перекликается со школами философии объектно-ориентированной онтологии и спекулятивного реализма.